# Comité international des poids et mesures
Il Comité international des poids et mesures (Comitato internazionale dei pesi e delle misure), in sigla CIPM, è un comitato del Bureau international des poids et mesures (BIPM) costituito da 80 persone provenienti dagli Stati membri della Convenzione del Metro. Il suo compito principale è quello di assicurare l'uniformità in tutto il mondo delle unità di misura attraverso sue azioni dirette o sottoponendo proposte alla Conférence générale des poids et mesures.
Il comitato CIPM si incontra annualmente presso il Bureau international des poids et mesures e discute i rapporti che gli vengono presentati dai suoi comitati consultivi. Pubblica un rapporto annuale sulla posizione amministrativa e finanziaria del BIPM, rivolta ai governi degli Stati membri della Convenzione del Metro.
Un tema sul quale recentemente si è focalizzato il CIPM è stato il raggiungimento di un Accordo di mutuo riconoscimento, (Mutual Recognition Arrangement, MRA) che serve come quadro per la mutua accettazione delle misure effettuate negli Stati membri della Convenzione del Metro.